# Adhyayana
Adhyayana es una plataforma de evidencias científicas dedicada a la educación. Desde un enfoque dialógico persigue la identificación de evidencias científicas en el campo de la educación y el desmentido de los bulos que se difunden sin evidencias. Es una de las herramientas que está dinamizando la cocreación del conocimiento científico en el campo  de la educación al poner en contacto a personas dedicadas a la investigación científica y a personas que tienen interés en este campo.
En esta plataforma, la ciudadanía puede plantear sus dudas respecto a la educación y aportar evidencias científicas avaladas internacionalmente (a través de publicaciones científicas indexadas en los corpus de referencia) o bien testimonios que cuestionen o fortalezcan una idea. De este modo se pretende divulgar la evidencia científica y evitar la desinformación. La plataforma facilita el diálogo de la ciudadanía con la comunidad científica y habilita una vía de intercambio de evidencias y experiencias para lograr el acceso a la ciencia de todas las personas y el impacto social de las evidencias en un campo tan relevante como el de la educación. 

## Participación
Cualquier persona puede participar en esta plataforma consultando los temas de su interés. Para incluir publicaciones en Adhyayana es necesario registrarse de manera gratuita y aportar bien un nuevo "post"  en el que se abra un tema aún no planteado en la plataforma, participar en una discusión aportando referencias científicas validadas, o publicar algún testimonio relacionado con el tema sobre el que se trate.
Cada vez que se abre un nuevo tema, comienza un diálogo en la comunidad para determinar si la afirmación propuesta es un bulo, si tiene evidencia científica, si necesita más evidencia o si existe controversia en la comunidad científica respecto a esa cuestión.

## Temas
En Adhyayana se recogen varios temas y la plataforma siempre está abierta a la aparición de nuevas cuestiones. Los principales temas sobre los que se recogen evidencias científicas en educación  y diálogos a propósito de ellas en la plataforma son: diversidad étnica, sociocultural y económica, éxito educativo, bienestar y superación de la violencia, contextos y herramientas digitales y sus consecuencias, inclusión y apoyo a las necesidades educativas especiales, educación sexual y de género, asignaturas, profesorado, y antecedentes teóricos y científicos.